# Pivot Peak
Pivot Peak är en bergstopp i Antarktis. Den ligger i Östantarktis. Nya Zeeland gör anspråk på området. Toppen på Pivot Peak är 2 470 meter över havet.
Terrängen runt Pivot Peak är kuperad österut, men västerut är den platt. Trakten är obefolkad. Det finns inga samhällen i närheten.